# 巨次站
巨次站（：／ Kŏch'a yŏk */?）是朝鮮民主主義人民共和國平安南道陽德郡巨次里的一個鐵路車站，属于平罗线。

## 邻近车站
平罗线
石湯溫泉站 - 巨次站 - 天乙站